# I rinnegati dell'isola misteriosa
I rinnegati dell'isola misteriosa (Enchanted Island) è un film del 1958 diretto da Allan Dwan.
È un film d'avventura statunitense con Dana Andrews, Jane Powell e Don Dubbins. È basato sul romanzo del 1847 Typee di Herman Melville. È un remake di L'ultimo dei pagani del 1935.

## Produzione
Il film, diretto da Allan Dwan su una sceneggiatura di James Leicester, Harold Jacob Smith e Albert Stillman con il soggetto di Herman Melville, fu prodotto da Benedict Bogeaus per la Waverly Productions e la RKO Radio Pictures e girato da metà novembre a fine dicembre 1957 in Messico. Il titolo di lavorazione fu Typee.

## Colonna sonora
- Enchanted Island - musica di Robert Allen, parole di Albert Stillman, cantata da The Four Lads

## Distribuzione
Il film fu distribuito con il titolo Enchanted Island negli Stati Uniti dall'8 novembre 1958 dalla Warner Bros.
Altre distribuzioni:
- in Francia (Enchanted island - L'île enchantée)
- in Italia (I rinnegati dell'isola misteriosa)
- in Francia (L'île enchantée)
- in Brasile (O Maior Ódio de um Homem)

## Critica
Secondo il Morandini il film è un "insipido adattamento" con bei paesaggi.

## Promozione
La tagline è: "He dared to love a cannibal princess! ".